# Septoria pastinacae
Septoria pastinacae är en svampart som beskrevs av Westend. 1851. Septoria pastinacae ingår i släktet Septoria och familjen Mycosphaerellaceae.   Inga underarter finns listade i Catalogue of Life.